# Javier Espinosa
Javier Espinosa (ur. 19 września 1992 w Talavera de la Reina, Toledo) – hiszpański piłkarz występujący w zespole Levante UD, na pozycji środkowego pomocnika.

## Kariera klubowa
W styczniu 2015 został wypożyczony do Almeríi.

## Statystyki
Stan na 24 kwietnia 2018
| Klub           | Sezon   | Liga    | Liga | Puchar  | Puchar | LM      | LM   | Inne    | Inne | Ogólnie | Ogólnie |
| Klub           | Sezon   | Występy | Gole | Występy | Gole   | Występy | Gole | Występy | Gole | Występy | Gole    |
| -------------- | ------- | ------- | ---- | ------- | ------ | ------- | ---- | ------- | ---- | ------- | ------- |
| FC Barcelona B | 2009–10 | 1       | 0    | —       | —      | —       | —    | —       | —    | 1       | 0       |
| FC Barcelona B | 2010–11 | 18      | 1    | —       | —      | —       | —    | —       | —    | 18      | 1       |
| FC Barcelona B | 2011–12 | 32      | 0    | —       | —      | —       | —    | —       | —    | 32      | 1       |
| FC Barcelona B | 2012–13 | 27      | 0    | —       | —      | —       | —    | —       | —    | 27      | 5       |
| FC Barcelona B | 2013–14 | 37      | 0    | —       | —      | —       | —    | —       | —    | 37      | 7       |
| FC Barcelona B | Ogólnie | 101     | 14   | —       | —      | —       | —    | —       | —    | 101     | 14      |
| Villarreal CF  | 2014–15 | 6       | 1    | 3       | 0      | 5       | 2    | 0       | 0    | 14      | 3       |
| Villarreal CF  | Ogólnie | 6       | 1    | 3       | 0      | 5       | 2    | 0       | 0    | 14      | 3       |
| UD Almería     | 2014–15 | 15      | 1    | 0       | 0      | 0       | 0    | 0       | 0    | 15      | 1       |
| UD Almería     | Ogólnie | 15      | 1    | 0       | 0      | 0       | 0    | 0       | 0    | 15      | 1       |
| Levante UD     | 2016–17 | 27      | 0    | 0       | 0      | 0       | 0    | 0       | 0    | 27      | 0       |
| Granada CF     | 2017–18 | 25      | 2    | 1       | 0      | 0       | 0    | 0       | 0    | 26      | 2       |
| Ogólnie        | Ogólnie | 212     | 18   | 4       | 0      | 5       | 2    | 0       | 0    | 225     | 20      |

## Sukcesy
Mistrzostwa świata U-17 w piłce nożnej 2009: Trzecie miejsce